# Irish Statute Book
 Irish Statute Book, também conhecido como electronic Irish Statute Book (eISB), é um banco de dados produzido pelo Gabinete do Procurador Geral da Irlanda. Ele contém cópias de Atos dos Oireachtas e instrumentos estatutários. Ele também contém um diretório de legislação que inclui tabelas cronológicas da legislação anterior a 1922. Foi publicado em um site (irishstatutebook.ie) e foi anteriormente publicado em CD-ROM.
Em 2001, o Irish Law Times disse que, embora a equipe do Procurador Geral merecesse os parabéns pelo Irish Statute Book, a versão em CD-ROM continha um "número significativo de erros".